# 唐納德·林登貝爾
唐納德·林登貝爾，CBE，FRS（英語：Donald Lynden-Bell，1935年4月5日—2018年2月5日），英國天文學家，因為提出星系中心有超大質量黑洞，並且這類黑洞是類星體的能量來源而聞名。他和馬丁·施密特一起獲得2008年科维理奖。林登貝爾曾擔任英國皇家天文學會會長，現任職於劍橋天文研究所，並且是該研究所第一任所長。

## 生平
唐納德曾就讀於劍橋大學。1962年他和奧林·艾根、艾伦·桑德奇共同發表文章，認為星系的形成是大範圍單一雲氣經過動力塌縮而形成。1969年他提出理論，認為類星體的能量來源是中心超大質量黑洞吸積物質。根據計算停止活動的類星體數量，他認為大多數的巨大星系中心都有超大質量黑洞。
他和其他六位天文學家（合稱「七武士」）根據觀測本星系群的結果，提出巨引源的存在，這是一個大範圍的物質分布區域，距離地球約 2.5 億光年。

## 家庭
他的妻子是劍橋大學化學教授露絲·林登貝爾。

## 研究歷程
- 1953年-1956年：（大學部學生）马赫原理、相對論、量子力學、統計力學。
- 1957年-1960年：磁流體力學 X 型中性點、射电天文学、恆星系統整體動力學、可分離系統、吸積盤、軸對稱能量原理、螺旋星系結構。
- 1960年代：星系形成和星系化學演化、劇烈放鬆、負潛熱、重熱突變、木衛一和木星無線電波輻射、星系核心黑洞、磁吸積盤、類星體。
- 1970年代：類星體光度和密度函數、C語言統計學應用、金牛T星吸積盤、球狀星團核心塌縮自相似演化。
- 1980年代：流體力學能量原理、絕熱流系統和凱爾文定理、麥哲倫星流和本星系群動力系統、暗物質：大尺度流動與星系分佈。
- 1990年代：銀河系外偶極光、相對論性特解、廣義相對論中的馬赫原理、非絕對空間牛頓力學、磁流體力學自相似特解、天文物理和天文化學中的負潛熱、古典和量子力學多體問題特解。
- 2000年代：電磁場中的可分離運動、無彗形和球面像差精密光學、相對論性旋轉帶電荷吸積盤和球體、來自吸積盤的磁流體力學噴流。

他現在的研究著重在天文物理學上的噴流現象和廣義相對論。

## 榮譽
獲獎
- 愛丁頓獎章（1984年）
- 英國皇家天文學會金質獎章（1993年）
- 布勞威爾獎（1991年）
- 卡爾·史瓦西獎章（1983年）
- 布鲁斯奖（1998年）
- 美国国家科学院約翰·J·卡提科學進步獎（2000年）[5]
- 亨利·諾利斯·羅素講座（2000年）
- 科维理奖天文物理學獎（2008年）
- 挪威科学与文学院院士[6]

以其名字命名事物
- 小行星18235

## 外部連結
- 布魯斯獎網頁介紹唐納德·林登貝爾（页面存档备份，存于）